# Duncanopsammia
Genre
Duncanopsammia est un genre de coraux durs de la famille des Dendrophylliidae.

## Liste d'espèces
Selon ITIS (1 juillet 2015) et World Register of Marine Species (1 juillet 2015), le genre Duncanopsammia comprend l'espèce suivante :
- Duncanopsammia axifuga Milne Edwards & Haime, 1848